# روبي فولتون
روبي فولتون (بالإنجليزية: Robby Fulton)‏ (2 يونيو 1982 في الولايات المتحدة - ) هو لاعب كرة قدم أمريكي في مركز حراسة المرمى. لعب مع سان خوسيه إيرثكويكس وSeattle Sounders (1994–2008) ‏.

## وصلات خارجية
- روبي فولتون على موقع قاعدة بيانات كرة القدم.إي يو (الإنجليزية)